# Agios Vasíleios (ort)
Agios Vasíleios (Agios Vasileios) är en ort i Grekland.   Den ligger i prefekturen Nomós Kerkýras och regionen Joniska öarna, i den västra delen av landet, 400 km nordväst om huvudstaden Aten. Agios Vasíleios ligger 104 meter över havet och antalet invånare är 219. Den ligger på ön Korfu.
Terrängen runt Agios Vasíleios är kuperad åt nordväst, men åt sydost är den platt. Havet är nära Agios Vasíleios österut. Närmaste större samhälle är Korfu, 11,4 km sydost om Agios Vasíleios. 